# (31998) 2000 HN44
2000 HN44 (asteroide 31998) é um asteroide da cintura principal. Possui uma excentricidade de 0.09657880 e uma inclinação de 6.02680º.
Este asteroide foi descoberto no dia 26 de abril de 2000 por LONEOS em Anderson Mesa.